# Cynopoecilus
Cynopoecilus es un género de peces, de la familia de los rivulinos,. todos ellos de tamaño muy pequeño, distribuidos por ríos y otras aguas dulces de Brasil y Uruguay.

## Especies
Se aceptan siete especies:
- Cynopoecilus feltrini Costa, Amorim y Mattos, 2016
- Cynopoecilus fulgens Costa, 2002
- Cynopoecilus intimus Costa, 2002
- Cynopoecilus melanotaenia (Regan, 1912)
- Cynopoecilus multipapillatus Costa, 2002
- Cynopoecilus nigrovittatus Costa, 2002
- Cynopoecilus notabilis Ferrer, Wingert y Malabarba, 2014